# Epigeneium cacuminis
Epigeneium cacuminis là một loài thực vật có hoa trong họ Lan. Loài này được (Gagnep.) Summerh. mô tả khoa học đầu tiên năm 1957.